# Hinojosa de Jarque
Hinojosa de Jarque (aragónul Finollosa d'Exarc) település Spanyolországban, Teruel tartományban. Hinojosa de Jarque Aliaga, Camarillas, Galve és Jarque de la Val községekkel határos. Lakosainak száma 99 fő (2024).

## Népesség
A település népessége az utóbbi években az alábbiak szerint változott:
| Lakosok száma | 174  | 158  | 157  | 153  | 151  | 136  | 132  | 111  | 106  | 99   |
|               | 2001 | 2004 | 2007 | 2009 | 2012 | 2014 | 2017 | 2019 | 2022 | 2024 |